# Asterio Mañanós Martínez
Asterio Mañanós Martínez – hiszpański malarz i konserwator sztuki. Malował głównie portrety i sceny rodzajowe.
Studiował w Escuela Municipal de Palencia, a w 1877 r. wstąpił do Królewskiej Akademii Sztuk Pięknych św. Ferdynanda w Madrycie. Jego nauczycielami byli Casto Plasencia i José Casado del Alisal. W stolicy korzystał również ze zbiorów Muzeum Prado kopiując dzieła Velazqueza. W 1885 r. otrzymał stypendium na studia w Rzymie, gdzie spędził rok. Po powrocie do kraju współpracował przy dekoracji wnętrz Teatro de la Peña Palentina. Razem z Isidrem Mallol założył szkołę rysunku, którą nazwali Casado del Alisal na cześć swojego mistrza.
W 1889 r. przeniósł się do Paryża aby uczyć się u Léona Bonnat. W 1908 r. został konserwatorem sztuki hiszpańskiego senatu, co zaowocowało licznymi obrazami przedstawiającymi posiedzenia.

## Wybrane dzieła
- Portret Alfonso XIII jako dziecka, przed 1900
- Wnętrze kościoła, 1896
- Don Saturnino Esteban Collantes y Miguel, 1891
- Interno con ritratto di fanciullo e cane, 1909